# Eleição municipal de Pinhais em 2000
A eleição municipal da cidade de Pinhais em 2000 ocorreu no dia 1º de outubro (primeiro turno) e elegeu um prefeito, um vice-prefeito e 17 vereadores responsáveis pela administração da cidade, que se iniciou em 1° de janeiro de 2001 e com término em 31 de dezembro de 2003.

## Candidatos a prefeito
Nota: a tabela a seguir está organizada por ordem alfabética de candidatos.
| Prefeito(a)                       | Prefeito(a) | Prefeito(a) | Número eleitoral |
| Candidato(a)                      | Partido     | Partido     | Número eleitoral |
| --------------------------------- | ----------- | ----------- | ---------------- |
| Luiz Cassiano de Castro Fernandes |             | PSDB        | 45               |
| Nilson Macena Da Silva            |             | PPS         | 23               |
| Pirajá Ferreira                   |             | PMDB        | 15               |
| Reinaldo Bitencourt Dos Santos    |             | PT          | 13               |
| Siegfried Boving                  |             | PFL         | 25               |

## Resultados

### Prefeitura
Fonte: TSE
| Candidato(a)           | Vice                            | 1º turno 03 de outubro de 2004 | 1º turno 03 de outubro de 2004 |
| Candidato(a)           | Vice                            | Votos                          | Porcentagem                    |
| ---------------------- | ------------------------------- | ------------------------------ | ------------------------------ |
| Luiz Cassiano (PSDB)   | José Roberto Jacomel (PSDB)     | 23.459                         | 43,34%                         |
| Zico (PFL)             | Não foram encontrados os vices. | 16.346                         | 30,20%                         |
| Pirajá Ferreira (PMDB) | Não foram encontrados os vices. | 8.028                          | 14,83%                         |
| Reinaldo (PT)          | Não foram encontrados os vices. | 5.595                          | 10,33%                         |
| Dr Nilson (PPS)        | Não foram encontrados os vices. | 702                            | 1,30%                          |
| Total                  | Total                           | 54.129                         | 100%                           |

### Câmara dos Vereadores
Fonte: TSE
| Candidato(a)                   | 1º turno 01 de outubro de 2000 | 1º turno 01 de outubro de 2000 |
| Candidato(a)                   | Votos                          | Porcentagem                    |
| ------------------------------ | ------------------------------ | ------------------------------ |
| Sérgio (PTB)                   | 1.160                          | 2,30%                          |
| José Rodrigues Dias (PMDB)     | 1.047                          | 2,08%                          |
| Marcos Ceschin (PFL)           | 1.009                          | 2,00%                          |
| Luiz Goularte (PT)             | 1.000                          | 1,99%                          |
| Amilton (PFL)                  | 978                            | 1,94%                          |
| Lineu Pires (PTB)              | 901                            | 1,79%                          |
| Agilson Ferreira De Lima (PSD) | 882                            | 1,75%                          |
| Gesio (PFL)                    | 829                            | 1,65%                          |
| Marly Paulino Fagundes (PMDB)  | 810                            | 1,61%                          |
| Benicio (PSDB)                 | 800                            | 1,59%                          |
| Claudinei (PFL)                | 778                            | 1,55%                          |
| Cardoso (PDT)                  | 726                            | 1,44%                          |
| Diretor do Colégio (PT)        | 717                            | 1,42%                          |
| Flazio Gorges (PSDB)           | 694                            | 1,38%                          |
| João Souza (PMDB)              | 687                            | 1,36%                          |
| Jean (PSDB)                    | 609                            | 1,21%                          |
| Doutora Rita (PSB)             | 561                            | 1,11%                          |
| Total                          | 14.187                         | 28,17%                         |

#### Por partido
| Partidos | Partidos | Votos | % de votos | Assentos | % de assentos |
| -------- | -------- | ----- | ---------- | -------- | ------------- |
|          | PFL      | 3.594 | 7,14%      | 4        | 23,53%        |
|          | PMDB     | 2.544 | 5,05%      | 3        | 17,65%        |
|          | PSDB     | 2.103 | 4,18%      | 3        | 17,65%        |
|          | PTB      | 2.061 | 4,09%      | 2        | 11,76%        |
|          | PT       | 1.717 | 3,41%      | 2        | 11,76%        |
|          | PSD      | 882   | 1,75%      | 1        | 5,88%         |
|          | PDT      | 726   | 1,44%      | 1        | 5,88%         |
|          | PSB      | 561   | 1,11%      | 1        | 5,88%         |